# 天主教埃斯特利教區
天主教埃斯特利教區（拉丁語：Dioecesis Esteliensis）是尼加拉瓜一個羅馬天主教教區，屬馬那瓜總教區。
教區成立於1962年12月17日，包括埃斯特利省、馬德里斯省和新塞哥維亞省。2006年有教友913,862人，佔轄區總人口95.5%。教區下轄廿四個堂區，有三十一名司鐸。現任教區主教為若望·阿韋拉多·馬塔·格瓦拉。